# Gliese 581
Gliese 581, (HO Librae, HO Lib) és una estrella de la constel·lació de la Balança. És una estrella variable, és a dir, una estrella que canvia la seva magnitud aparent. A la nomenclatura de Bayer, no es fa servir una lletra grega per ordenar-les, sinó lletres de l'alfabet llatí. Deu el seu nom al catàleg de Wilheim Gliese, que cataloga estrelles de fins a 25 parsecs de distància a la Terra. En aquest catàleg rep el nom de Gliese 581, (GJ 581). Aquesta veïna del sistema solar, està incorrectament classificada al GCVS (catàleg general d'estrelles variables), ja que la registra com Variable BY Draconis, però, com no té les seves principals característiques que la defineixin com una estrella variable BY Draconis, se li va anomenar tal com es diu ara.

## Característiques
L'estrella Gliese 581, una nana roja, situada a la constel·lació de la Balança, és de tipus espectral M3V, és a dir, és una estrella amb característiques relativament poc massives, comparada amb el Sol, l'únic que aquest tipus d'estels duren molts més anys que qualsevol estrella amb unes propiets més massives. Els atributs estimats d'aquest estel, són les següents: 0,29 de radi comparada amb el nostre astre rei, 0,013 de lluminositat i 0,31 comparat altra vegada amb el Sol. La seva magnitud aparent és de 10,56 a 10,58, és a dir, com ja s'ha comentat abans, és una estrella variable. La magnitud absoluta és d'11,6

## Sistema planetari

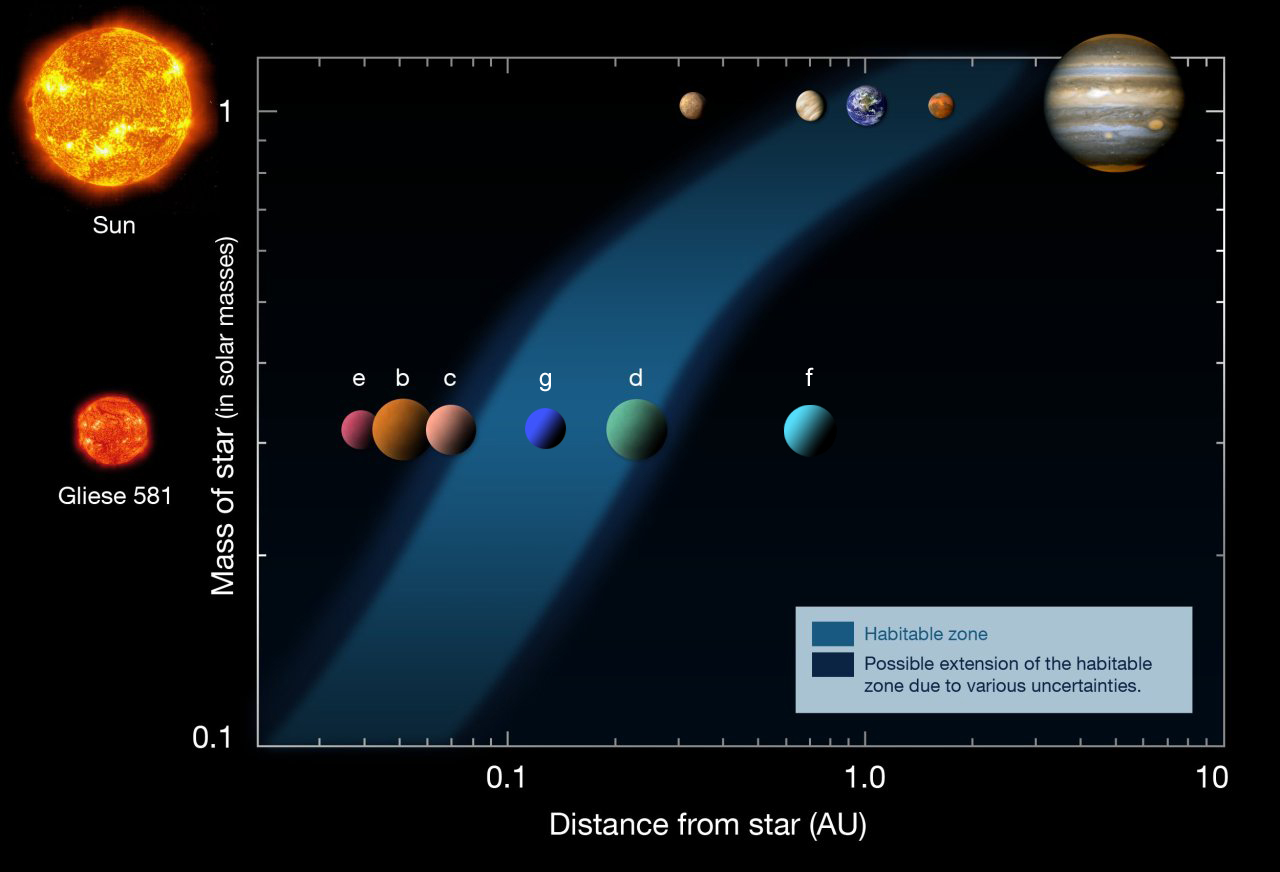
Comparació dels planetes dels sistema solar (fins a Júpiter) i de Gliese 581, a escala de distància.

Una peculiaritat d'aquesta estrella, és que posseeix un sistema planetari, és a dir, hi ha planetes girant al voltant d'aquest estel. Fins ara, només s'han descobert sis: Gliese 581e, Gliese 581b, Gliese 581c, Gliese 581d, Gliese 581g, i Gliese 581f, respectivament:

### Gliese 581e
El primer planeta d'aquest sistema, recentment descobert, (el 21 d'abril de 2009), té una massa mínima d'aproximadament de 2 vegades la de la Terra, cosa que fa que sigui l'exoplaneta menys massiu que s'hagi trobat fins ara. Aquest planeta orbita en una òrbita gens excèntrica (es creu, degut a la seva proximitat), i un semieix major d'estimadament 0,03 ua.

### Gliese 581b
Aquest planeta és un gegant gasós, de mida similar a la de Neptú. Degut a la seva proximitat a l'estrella al voltant de la qual gira, té una temperatura relativament elevada.

### Gliese 581c
El segon planeta d'aquest sistema, va ser la primera "super-terra" en descobrir-se, és a dir, un planeta rocós unes quantes vegades més gran que la Terra. Es creu que pot albergar vida. Probablement té una temperatura d'entre 273 i 317 K, que serien entre 0 i 40 Cº

### Gliese 581d
Gliese 581 d és el tercer exoplaneta al voltant de Gliese 581. Té aproximadament 8 vegades la massa terrestre i descriu la seva òrbita en 66 dies. Va ser descobert gràcies a l'HARPS (High Accuracy Radial velocity Planet Searcher) de l'Observatori Europeu Austral (ESO) situat a l'Observatori de La Silla, Xile. Models atmosfèrics realitzats en 2011, suggereixen que una atmosfera base de diòxid de carboni s'escalfaria prou la superfície de l'exoplaneta, com per permetre l'existència d'aigua líquida.

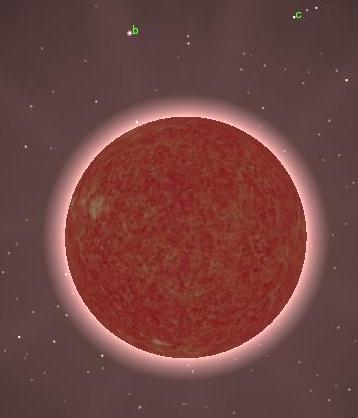
Una simulació de l'estrella nana roja Gliese 581

### Gliese 581g
Astrònoms de l'observatori Keck a Hawaii van anunciar el 29 de setembre de 2010 el descobriment de la planeta Gliese 581 g, primer exoplaneta descobert apte per albergar vida. El descobriment es va realitzar amb l'ús de l'Telescopi Keck.

### Gliese 581f
Gliese 581 f és un planeta a la constel·lació de la Balança, situat a 20 anys llum de la Terra, en el sistema Gliese 581. El seu descobriment va ser anunciat el 29 de setembre de 2010. El planeta va ser detectat mitjançant mesuraments de la velocitat radial combinant les dades de l'instrument Observatori W. M. Keck.
| Nom | Massa (Mt) | Semieix major (ua) | Període orbital (dies) | Excentricitat | Comparació |
| --- | ---------- | ------------------ | ---------------------- | ------------- | ---------- |
| e   | ≥1,94      | 0,03               | 3,14942 ± 0,00045      | 0             |            |
| b   | ≥15,65     | 0,04               | 5,36874 ± 0,00019      | 0             |            |
| c   | ≥5,36      | 0,07               | 12,9292 ± 0,0047       | 0,17 ± 0,07   |            |
| g   | 3,1        | 0,14601 ± 0,00014  | 36,562 ± 0,052         | n/d           |            |
| d   | ≥7,09      | 0,22               | 66,80 ± 0,14           | 0,38 ± 0,09   |            |
| f   | 7,0        | 0,758 ± 0,015      | 433 ± 13               |               |            |